# Carteria
Carteria ist eine Gattung einzelliger Grünalgen aus der Gruppe der Chlorophyceae. Einige Vertreter wachsen auf Schnee.

## Merkmale
Carteria-Arten sind einzellige Algen mit vier Geißeln. Die Zellen sind nicht bis kaum abgeflacht, in Seitenansicht sind sie kugelig, eiförmig oder elliptisch. Die Zellen sind 8 bis 40 Mikrometer lang. Sie besitzen eine Zellwand, die Geißeln sitzen an einer apikalen Papille (nicht bei allen Arten). Der einzelne Chloroplast besitzt verschiedene Formen: er ist je nach Art becherförmig, H-förmig, oder liegt einer Seite an. Er kann auch durchlöchert sein. Der Chloroplast trägt meistens einen Augenfleck und ein bis mehrere Pyrenoide. Im Zytoplasma befinden sich zwei oder vier kontraktile Vakuolen.
Die ungeschlechtliche Fortpflanzung erfolgt durch die Entstehung von 2 bis 8 Zoosporen. Die geschlechtliche Fortpflanzung erfolgt durch Isogamie, Anisogamie oder Oogamie.

## Vorkommen
Carteria kommt im Süßwasser-Plankton aller Gewässertypen vor, auch auf Erde und Schnee.

## Systematik
Die Gattung Carteria umfasst nach Algaebase 24 anerkannte Arten.

## Belege
- Karl-Heinz Linne von Berg, Michael Melkonian u. a.: Der Kosmos-Algenführer. Die wichtigsten Süßwasseralgen im Mikroskop. Kosmos, Stuttgart 2004, ISBN 3-440-09719-6, S. 50.